# イボア (1905年生の競走馬)
イボア (Ebor) とは、大正期から昭和初期（1910年代から1920年代）の日本を代表するサラブレッド種牡馬で、日本で最初の種牡馬チャンピオンである。

## 馬名
Eborとは、イギリス中北部の古都ヨークの古名（Eboracum）のことである。ヨークは、少なくとも産業革命が起きるまでは、イングランド第2の都市であり、イングランド王室では王位継承順位第2位の王子は「ヨーク公（デュークオブヨーク）」の称号で呼ばれる。

## 血統
イボアの血統の端的な特徴は、誕生当時（1900年代初頭）のイギリスを席巻していたセントサイモン系の影響を全く受けていないところにある。さらに、セントサイモンが登場する前に7年連続チャンピオンサイヤーになったハーミットも血統表には一切出てこない。とはいえ、異流の血統というわけではなく、父系はハーミットよりもさらに前にチャンピオンサイヤーになったロードクリフデンであり、母系にも更に古い時代の主流血統であるストックウェルが入っている。イボア自身が異流血統であるというよりは、イボアより後の時代に同系統が衰退したことで、結果的に当時のイギリスでは時代遅れの血統になってしまったということになる。

### 4代血統表
| イボアの血統タッチストン系       | イボアの血統タッチストン系                               | イボアの血統タッチストン系                               | （血統表の出典）                                         | （血統表の出典） |
| 父 Hackler 1887 鹿毛 イギリス    | 父の父Petrarch 1873 鹿毛 イギリス                        | Lord Clifden                                             | Newminster                                               | Newminster       |
| 父 Hackler 1887 鹿毛 イギリス    | 父の父Petrarch 1873 鹿毛 イギリス                        | Lord Clifden                                             | The Slave                                                |                  |
| 父 Hackler 1887 鹿毛 イギリス    | 父の父Petrarch 1873 鹿毛 イギリス                        | Laura                                                    | Orlando                                                  | Orlando          |
| 父 Hackler 1887 鹿毛 イギリス    | 父の父Petrarch 1873 鹿毛 イギリス                        | Laura                                                    | Torment                                                  |                  |
| 父 Hackler 1887 鹿毛 イギリス    | 父の母Hackness 1878 鹿毛 イギリス                        | Albert Victor                                            | Marsyas                                                  | Marsyas          |
| 父 Hackler 1887 鹿毛 イギリス    | 父の母Hackness 1878 鹿毛 イギリス                        | Albert Victor                                            | Princess of Wales                                        |                  |
| 父 Hackler 1887 鹿毛 イギリス    | 父の母Hackness 1878 鹿毛 イギリス                        | Cicely Hackett                                           | La Marechal                                              | La Marechal      |
| 父 Hackler 1887 鹿毛 イギリス    | 父の母Hackness 1878 鹿毛 イギリス                        | Cicely Hackett                                           | Meg O'Marley                                             |                  |
| 母 Lady Gough 1888 鹿毛 イギリス | 母の父Lord Gough 1869 黒鹿毛 イギリス                    | Gladiateur                                               | Monarque                                                 | Monarque         |
| 母 Lady Gough 1888 鹿毛 イギリス | 母の父Lord Gough 1869 黒鹿毛 イギリス                    | Gladiateur                                               | Miss Gladiator                                           |                  |
| 母 Lady Gough 1888 鹿毛 イギリス | 母の父Lord Gough 1869 黒鹿毛 イギリス                    | Battaglia                                                | Rataplan                                                 | Rataplan         |
| 母 Lady Gough 1888 鹿毛 イギリス | 母の父Lord Gough 1869 黒鹿毛 イギリス                    | Battaglia                                                | Espoir                                                   |                  |
| 母 Lady Gough 1888 鹿毛 イギリス | 母の母Clear Case 1884 鹿毛 イギリス                      | Arbitrator                                               | Solon                                                    | Solon            |
| 母 Lady Gough 1888 鹿毛 イギリス | 母の母Clear Case 1884 鹿毛 イギリス                      | Arbitrator                                               | True Heart                                               |                  |
| 母 Lady Gough 1888 鹿毛 イギリス | 母の母Clear Case 1884 鹿毛 イギリス                      | Estella                                                  | Citadel                                                  | Citadel          |
| 母 Lady Gough 1888 鹿毛 イギリス | 母の母Clear Case 1884 鹿毛 イギリス                      | Estella                                                  | Andorra                                                  |                  |
| 母系(F-No.)                      | 6号族(FN:6-a)                                            | 6号族(FN:6-a)                                            | 6号族(FN:6-a)                                            | [ § 2 ]          |
| 5代内の近親交配                  | Orlando 4x5、Monarque 5x4、Touchstone 5x5、Stockwell 5x5 | Orlando 4x5、Monarque 5x4、Touchstone 5x5、Stockwell 5x5 | Orlando 4x5、Monarque 5x4、Touchstone 5x5、Stockwell 5x5 | [ § 3 ]          |
| 出典                             | 1. 2. 3.                                                 | 1. 2. 3.                                                 | 1. 2. 3.                                                 | 1. 2. 3.         |

### 父系

#### 祖父ペトラーク
父系祖先のニューミンスター、ロードクリフデンはいずれもイギリスの種牡馬チャンピオンで、ペトラーク（Petrarch）は、ロードクリフデン（Lord Clifden）の産駒の中で最良の競走成績を残した。ペトラークは2歳時にミドルパークプレートを勝ち、3歳時には2000ギニーとセントレジャーの2冠を制した。古馬になってからはゴールドカップに勝った。
ペトラークは種牡馬となって3頭のイギリスクラシック競走の優勝馬を出したが、いずれも牝馬で、牡馬の活躍馬には恵まれなかった。そのうち、同じロードクリフデンを父に持つハンプトン（Hampton）のほうが多くの活躍馬を出すようになって、ロードクリフデンの主流子孫の座をハンプトンに完全に奪われてしまった。

#### 父ハクラー
最終的な結果から見るとペトラークの後継種牡馬の中で優れた成績を収めたのはハクラー（Hackler）だったが、競走馬としてのハクラーは下級のステークスウィナーどまりで、種牡馬としても全く期待されていなかった。
ハクラーは現役中の3歳の秋に売りに出され、800ギニーでアイルランドの馬商ジェイムズ・デイリーに買われた。そのままダブリンで10ギニーの種付料をとる種牡馬になると、中下級の競走で数を稼ぎ、1898年には10頭の産駒が22勝をあげてアイルランドの種牡馬のなかではトップにたった。とは言えアイルランドの賞金額は著しく低かったため、獲得賞金で序列が決まるリーディングサイヤー争いには縁がなかった。
産駒が障害競走に登場するようになると、次々と障害の大競走を勝つようになり、1905年に全英の障害戦のリーディングサイヤーになった。その後も1912年まで首位を維持した。平地競走では大レースには勝てず、リーディング争いには遠く及ばなかったが、数を稼いで1902年には「勝利数」ではガリニュール（Gallinule）と並んでイギリス1位になった。さらに1903年と1904年には「勝ち上がり頭数」で1位になった。
しかしイギリス国内でのハクラーの評価は「早熟な短距離馬」のままだった。障害レースでも産駒のほとんどは3マイル（約4800メートル）が適距離の限界で、ステイヤーと言える力をもった仔はいなかった。平地でのハクラーの産駒の最良馬は、2歳牝馬チャンピオンのララルーク（Lalla Rookh）である（後述）。

### 母系
イボアの母の父であるロードガフ（Lord Gough）は、ハクラーやイボアと同じジェイムズ・デイリーの所有で、もっぱら障害用にスタミナを伝える種牡馬だった。
ララルーク（Lalla Rookh）はイボアの全姉で、ハクラーの代表産駒でもある。ララルークは典型的な早熟のスプリンターで、2歳時（1906年）にアイルランドでフィーニクスプレートをはじめ5ハロン（約1000メートル）の重賞を勝ちまくり、この年のアイルランドの獲得賞金1位に輝いた。ララルークは繁殖牝馬としても快速牝馬アインハリ（Ayn Hali）を産んだ。このアインハリの産駒に快速種牡馬サーコスモ（Sir Cosmo）がおり、パノラマ（Panorama）やラウンドテーブル（Round Table）の祖先となった。
ララルークやイボアの半兄になるサッコール（Succour）は長く走った中級のハンデキャップホースで、チェスターフィールドカップやチャレンジステークスに勝ったほか、当時の主要なハンデ戦であるケンブリッジシャーハンデ、シティアンドサバーバンハンデ、グレートジュビリーハンデやデュークオブヨークステークスで3着になっている。

## 競走経歴
イボアが勝った最大の競走はグレートジュビリーハンデだが、競走馬としての評価はむしろ、（約）2000メートルの競走で何度かレコードタイムを含む優秀な時計で勝ったことにある。

### 誕生
イボアはララルークの1歳下の全弟で、1905年にアイルランドのダブリンで生産された。。

### 2歳時（1907年）
イボアは2歳のデビュー戦でアイルランドのレイルウェイステークスに出て2着になった。

### 3歳時（1908年）
2歳のレイルウェイステークスのあとは長い休養に入り、3歳の5月に復帰して2勝した。2000ギニーやダービーには出なかったが、キングズプレートという小さなレースで9ストーン10ポンド（約61.6キログラム）を背負い1マイル1/4（約2011メートル）を2分12秒で走って優勝すると、3歳の上がり馬としてにわかに脚光を浴びた。
というのも、この世代のクラシック戦線には、イギリス産の牡馬は活躍馬がいなかったのである。
- イボアの世代の主要な世代限定戦

| 競走名                  | 条件    | 距離 | 勝馬                             | 備考                 |
| ----------------------- | ------- | ---- | -------------------------------- | -------------------- |
| シャンペンS             | 2歳     | 1200 | レスビア（Lesbia）               | 牝馬                 |
| ミドルパークS           | 2歳     | 1200 | レスビア（Lesbia）               | 牝馬                 |
| デューハーストS         | 2歳     | 1400 | ロードラ（Rhodora）              | 牝馬                 |
| 1000ギニー              | 3歳牝   | 1600 | ロードラ（Rhodor）               | 牝馬                 |
| 2000ギニー              | 3歳牡牝 | 1600 | ノーマン（Norman）               | アメリカ産馬         |
| ダービー                | 3歳牡牝 | 2400 | シニョリネッタ（Signorinetta）   | 牝馬、イタリア人生産 |
| オークス                | 3歳牝   | 2400 | シニョリネッタ（Signorinetta）   | 牝馬、イタリア人生産 |
| コロネーションS         | 3歳牝   | 1600 | レスビア（Lesbia）               | 牝馬                 |
| セントジェイムズパレスS | 3歳牡   | 1600 | ユアマジェスティ（Your Majesty） |                      |
| エクリプスS             | 3歳牡牝 | 2000 | ユアマジェスティ（Your Majesty） |                      |

2歳の重要な競走は全て牝馬が優勝した。3歳になっても、2000ギニーを勝ったのはアメリカ馬で、その騎手はハンガリー出身だった。ダービーに出てきたのはそのアメリカ馬をはじめ、フランスから2頭、オーストラリアから2頭、それで勝ったのはイタリア人が生産した牝馬だった。そのシニョリネッタはオークスも勝ち、ほかにも牝馬のロードラが1000ギニーを勝ち、レスビア（Lesbia）もコロネーションステークスを勝ってセントレジャーに狙いを定めていた。
イギリスの牡馬の中ではユアマジェスティ（Your Majesty）とイボアが、セントレジャーの候補と考えられた。シニョリネッタ、レスビア、ノーマン、イボアがセントレジャーの四強だと報じるものもあった。イギリス三冠馬を育てた調教師が10000ギニーでイボアを譲ってくれと申し出たが、馬主はこれを断っている。しかしセントレジャーはユアマジェスティが勝ち、イボアは着外に敗れた。
そのあと、イボアはシアボローステークスを単走で勝ち、10月の末には2000ギニー優勝馬のノーマンを破った。だが、シーズン最後の大レース、ノベンバーハンデでは着外に敗れた。

### 4歳時（1909年）
古馬なると当時の大レースの一つであるグレートジュビリーハンデ（1マイル1/4＝約2011メートル）を2分2秒3/5でレコード勝ちした。これは従来の記録を3秒短縮するもので、当時の新聞は「尋常ではない」記録だと報じている。この時の3着は半兄のサッコールだった。

## 種牡馬経歴
イボアは最初に十勝で種牡馬になった。配合相手にはひどく恵まれなかったが、イボアはここで良績をおさめ、日高種馬牧場へ移った。ここで優れた牝馬に配合されて、たくさんの種牡馬、種牝馬を出した。競走馬の父としても数々の重賞勝馬を送り出して、日本最初のチャンピオンサイヤーになった。

### 背景
明治時代になると日本にも西洋から馬が輸入されるようになった。しかし明治の中頃になると、在来馬の改良が実際にはあまり進んでいないことが、次第に明らかになってきた。たとえば日清戦争では国内から馬を軍馬として徴発したのだが、実際に軍馬としてまともに使えるのは3割か4割に過ぎなかった。このため政府は方針を転換し、農商務省（馬政局）が主導して国内に優良馬だけを繋養する国立種馬牧場を設立することになった。しかし、1904年（明治37年）の日露戦争でも馬資源の貧困さが大問題になり、国立牧場は農商務省にかわって陸軍が指揮することになった。
陸軍では毎年、国立牧場へ送る種馬を購買するためにヨーロッパへ専門家を派遣した。イボアは1910年（明治43年）に国有種牡馬として購入された。この時に購買した種牡牝馬の総数は83頭で、品種別で見ると最も多かったのはもっぱら軍の騎馬に用いられるアングロノルマンで30頭、次いで重種のペルシュロンが19頭、中間種のハクニーが10頭などとなっている。サラブレッド牡馬は4頭で、そのうち3頭は当時空前の成功を収めていたセントサイモン系だった。イボアだけがセントサイモン系ではない田舎血統だった。
国立種馬牧場というのは、国撰の優良種牡馬・種牝馬を交配して優秀馬を生産し、これを地元に払い下げるというのが主な業務である。種牡馬については、余勢があれば（たいていは余勢がある）地元の牝馬にも交配を許可したが、それには牝馬の側に一定以上の資格が要求された。これらによって、地域の馬全体のレベルを底上げしようというのが目指すところだった。当時、国立種馬牧場は東北と九州に1箇所づつ設けられていた。しかしイボアが送られたのは、翌年（1911年/明治44年）に新設される予定の北海道の十勝種馬牧場だった。十勝地方はようやく開拓が本格化したばかりの時期で、原野の開墾や輸送用に重種馬の需要が極めて高かった。一方、競走用の純粋なサラブレッドはほぼ全く存在していなかった。

### 十勝時代
十勝地方は、北海道の中でも最後に開拓が始まった地域で、入植が公式に許可されるようになるのは1896年（明治29年）からである。十勝種馬牧場は1911年（明治44年）に開業したが、当時の十勝地方はまだ開拓の真っ最中で、立木の伐採、抜根、搬出、土地の耕作などに馬の需要が高く、特に馬力があって頑健な重種が好まれた。
一方、当時の陸軍の基本方針として、純粋なサラブレッドは脆弱に過ぎるとして生産は不推奨だった。むしろサラブレッドを適度に他品種と交雑することで、サラブレッドの長所に頑健さを加える事ができると考えられていた。当時の農家が軍部の方針に盲従したというわけではないが、実際のところ当時の十勝地方には純粋なサラブレッド牝馬は数えるほどしかいなかったし、イボアもこうした洋雑種（日本在来種に西洋産のウマを交雑したもの。西洋から輸入したものの血統不詳のウマは「洋種」である。）の牝馬と交配されることがほとんどだった。
当時、種牡馬の優秀さの指標は、産駒の出生率、産駒の馬格（体の大きさ）などが重視された。特に優秀なもの品評会に出陳され、種馬となった。競馬に用いられるのはどちらかと言えば二流馬だった。この頃すでに十勝地方でも、帯広、音更、池田などで盛んに競馬が行われた。イボアの産駒は各地の品評会で高い評価を得る一方、内地の競馬に出るものが現れた。クモイ、ハッピーデース、セントオーグスチンなどがこれにあたる。

### 日高時代
1917年（大正6年）に、イボアは日高種馬牧場に移された。日高種馬牧場は、形式的には九州種馬牧場が移転してきたものだったが、実態としては日高地方に新設された国立種馬牧場である。日高地方は十勝よりも洋種馬の導入が早く、優れた競走用牝馬を飼養する農家も少なくなかった。こうした牝馬に交配されることで、イボアの産駒からは次々と大競走を勝つものが現れた。
1923年（大正12年）7月に（旧）競馬法が施行され、馬券の発売が許可されるともに、全国の競馬組織が体系化された。このため日本では一般に、翌1924年（大正13年）から種牡馬の統計がはじまる。イボアはこのリーディングサイヤーで、1924年（大正13年）から1929年（昭和4年）まで6年間に渡り、日本の種牡馬チャンピオンの座に君臨した。
イボア自身は1928年（昭和3年）の夏に老衰のために死んだ。骨格は農林省で保存された。日高ではイボアの銅像建設の計画があったが、戦時経済に突入して物資が不足し、実現しなかった。

### 種牡馬チャンピオン
リーディングサイヤー統計は、産駒の獲得賞金の合計で競うのが通常である。しかし、日本の場合、昭和初期までは賞金の合計ではなく、勝利数で順位をつけるのが通例となっている。理由はいくつか考えられるが、1936年（昭和11年）に日本競馬会ができるまで各競馬場は独立して運営を行っていたため賞金の多寡が一定でないこと、当時最も重要と考えられていた競走の一つである帝室御賞典は優勝馬に賞金を出していなかった（皇室から賞品が授与された）こと、などがあげられる。

## 主な産駒
- クモイ（雲井） - 大正5年（1916年）の秋に、兵庫・鳴尾競馬場の帝室御賞典を勝った。イボア産駒の重賞勝馬としては初めてのものである。馬主は、三越の社主、三井高信で、クモイの勝利は「スエズ運河以東の大建築」と称された日本橋三越のオープンから間もない時期だった。高信はカネボウや王子製紙の社長を歴任する一方、東京競馬倶楽部の理事として競馬に積極的に携わった。

- ハッピーデース - 大正6年（1917年）の秋に、横浜・根岸競馬場で帝室御賞典を勝った。優勝時期はクモイのほうが先だが、ハッピーデースはイボアのファーストクロップ（最初の世代の産駒）である。馬主は横浜で貿易会社を営んでいた。

- セントオーグスチン - ハッピーデースが横浜の帝室御賞典を勝った1ヶ月後、東京の目黒競馬場で帝室御賞典に勝った。馬主は横浜や東京で競馬倶楽部の理事をしていたS・アイザックスで、セントオーグスチンは日高で3000円で購入したものだった。

- イロハ - 「イロハ」という名の競走馬はこの時代たくさんいたが、このイロハは、イボアが日高に移動した後の大正7年（1918年）生まれの競走馬である。母馬は現在では血統不詳だが、オーストラリアから輸入されたサラブレッドだった。イロハは大正11年（1922年）の春に帝室御賞典を勝ち、秋には皇太子（のちの昭和天皇）臨席のもと、当時の日本で最高賞金の連合二哩に優勝した。

- 種信 -　種信は新冠御料牧場の馬で、誕生すると、優秀な牝馬として、競馬には出ずにそのまま繁殖牝馬となった。母馬は明治時代の名馬ミラの血を引く第二ミラで、種信は繁殖に適した年齢までは「第二ミラノ一」の名で育成された。種信は優秀な繁殖牝馬となり、1930年の春に産駒のハッピーチャペルが帝室御賞典を勝ち、その1週間後に1歳下のワカタカがその年創設された日本ダービーに勝った。

### 当時の主要競走（重賞）の年度別勝鞍
| 和暦     | 西暦 | 競走名（勝馬） | 備考                 |
| -------- | ---- | --- | -------------------- |
| 大正5年  | 1916 | 帝室御賞典・阪神（クモヰ） |                      |
| 大正6年  | 1917 | 帝室御賞典･東京（セントオーグスチン） 帝室御賞典･横浜（ハッピーデース） |                      |
| 大正7年  | 1918 | 優勝内国産馬連合競走（ウヱスト） |                      |
| 大正8年  | 1919 | |                      |
| 大正9年  | 1920 | |                      |
| 大正10年 | 1921 | |                      |
| 大正11年 | 1922 | 優勝内国産馬連合競走（イロハ） 帝室御賞典･東京（イロハ） |                      |
| 大正12年 | 1923 | 帝室御賞典･阪神（ウイルソン） 帝室御賞典･札幌（フラノイボア） 帝室御賞典・函館（バイクワ） |                      |
| 大正13年 | 1924 | 優勝内国産馬連合競走（レデーバットン） 帝室御賞典･函館（タケゾノ） | チャンピオンサイヤー |
| 大正14年 | 1925 | 帝室御賞典･函館（ムットン） 帝室御賞典･札幌（コヒメ） | チャンピオンサイヤー |
| 大正15年 | 1926 | 各内国産馬連合競走（タマカゼ） 帝室御賞典･函館（ホウヨウ） 帝室御賞典･札幌（シコク） 帝室御賞典・阪神（フクタマ） | チャンピオンサイヤー |
| 昭和2年  | 1927 | 帝室御賞典･札幌（メザメル） 帝室御賞典･阪神（レボア） | チャンピオンサイヤー |
| 昭和3年  | 1928 | 優勝内国産馬連合競走（ヱイ） 各内外国産馬古馬競走（ヤタケ） 各内国産馬古馬連合競走（クヰンホーク） 各内国産馬古馬連合競走（ヨシトミ） 各内国抽選濠洲産馬混合競走（ヘンペツキー） 帝室御賞典･横浜（エキストラ） 帝室御賞典･阪神（ヱイ） 帝室御賞典･横浜（ヨシトミ） 帝室御賞典･福島（ウコウ） | チャンピオンサイヤー |
| 昭和4年  | 1929 | 各内国産馬古馬連合競走（ユウエツ） 各内国産馬古馬連合競走（エリザベス） 各内国産牝馬連合競走（タマチップ） 中山特別（パンジー） 帝室御賞典･東京（クヰンホーク） 帝室御賞典･阪神（タマチップ）                                                                                                | チャンピオンサイヤー |
| 昭和5年  | 1930 | 帝室御賞典・小倉（ホウコウ） |                      |
| 昭和6年  | 1931 | 各内国産馬牝馬連合競走（パンジー） 帝室御賞典･函館（ウラリ） |                      |